# Klasztor w Dobbertinie
Klasztor w Dobbertinie (niem. Kloster Dobbertin) – dawny klasztor benedyktynek znajdujący się w niemieckiej gminie Dobbertin, nad brzegiem Dobbertiner See, na północ od miasta Goldberg. Od 1991 siedziba ewangelickiej diakonii.

## Historia
Od końca XII wieku klasztory odgrywały ważną rolę w działalności misyjnej w Meklemburgii. Placówkę w Dobbertinie założono w roku 1220, a w 1234 przekształcono ją w klasztor żeński.
Od roku 1557 kompleks starali się przejąć luteranie. Przez opór sióstr udało się im to dopiero w roku 1572, wtedy też placówkę poddano kasacie. Obiekt przekształcono w ośrodek dla panien wywodzących się z rodzin szlacheckich. W 1920 obiekt znacjonalizowano. Podczas II wojny światowej kwaterowano tu rodziny, które straciły dach nad głową w wyniku działań wojennych, a w 1945 stacjonowały w nim wojska radzieckie. Zimą 1945/1946 doszczętnie spłonęło cenne archiwum klasztorne. 
W 1947 w budynkach ulokowano dom spokojnej starości, który w 1961 został przejęty przez okręgowy szpital psychiatryczny w Schwerinie i ustanowiony jedną z jego placówek. W 1984 przebywało tu ponad 650 pacjentów.
1 lipca 1991 opiekę nad kompleksem przekazano ewangelickiej diakonii. W latach 1993–1997 sporządzono projekt restauracji obiektu. Prace wspomogło Ministerstwo Finansów i Spraw Społecznych Meklemburgii-Pomorza Przedniego. W latach 1994–1998 wzniesiono budynek warsztatów dla osób niepełnosprawnych. W latach 1997–1999 wymieniono wodociągi, rury kanalizacyjne, ciepłownicze oraz przewody elektryczne i telefoniczne, a do roku 2014 wyremontowano wszystkie budynki wchodzące w skład klasztoru.

## Zabudowania klasztoru

### Kościół
Budowę świątyni klasztornej rozpoczęto około roku 1275. Pierwotnie planowano wznieść trójnawowy kościół halowy, lecz w trakcie budowy zdecydowano się na wybudowanie tylko jednej nawy. Prace ukończono pod koniec XIII wieku. Na przełomie XIV i XV wieku wzniesiono emporę, na której ulokowano stalle dla zakonnic, a pod emporą znajdowały się siedzenia dla świeckich wiernych. Wznosi się ona na granitowych kolumnach dźwigających żebrowe sklepienie. W 1827 rozpoczęto budowę dwuwieżowej fasady projektu Karla Friedricha Schinkla, budową kierował jego uczeń Georg Adolf Demmler. W latach 1853–1857 wnętrze przebudowano w stylu neogotyckim wg projektu Heinricha Thormanna, a w 1857 ustawiono ołtarz główny autorstwa Gastona Lenthego. Predella została wykonana przez malarza Gustava Stevera.
Organy powstały w 1857 roku w warsztacie Ernsta Sauera z Friedlandu. W 1892 zostały one przebudowane przez firmę Schlag & Söhne ze Świdnicy. Instrument został rozebrany przez wojska radzieckie w 1945 roku. W 1953 warsztat Alexander Schuke Potsdam Orgelbau dokonał ich restauracji. W 1979 kościół został zamknięty przez inspektora budowlanego, a organy ulegały coraz większym zniszczeniom przez wilgoć. W 1990 część piszczałek usunięto i umieszczono w magazynie, a pozostałą część instrumentu wymontowano w roku 2018. Organy inaugurowano po remoncie 13 sierpnia 2020, prace przeprowadziło przedsiębiorstwo Mecklenburger Orgelbau z Plau am See.
Najstarszy z dzwonów pochodzi z 1872 roku. W 1957 poświęcono dwa stalowe dzwony, które od 1991 nie były używane z powodu przerdzewienia. W 2023 na wieży zawieszono 3 dzwony pochodzące z rozebranego kościoła Corvinusa w Hanowerze.

#### Galeria

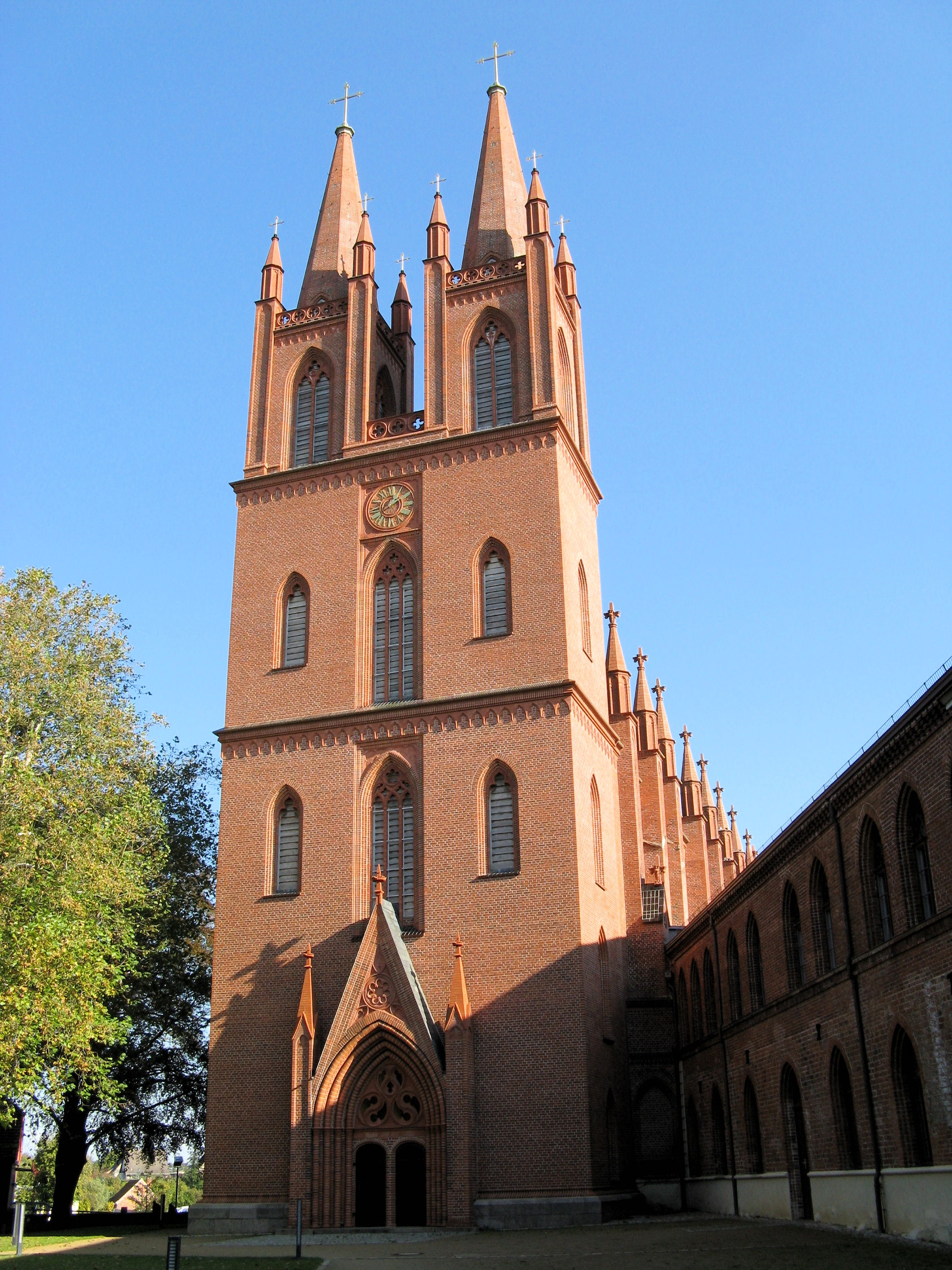
Fasada
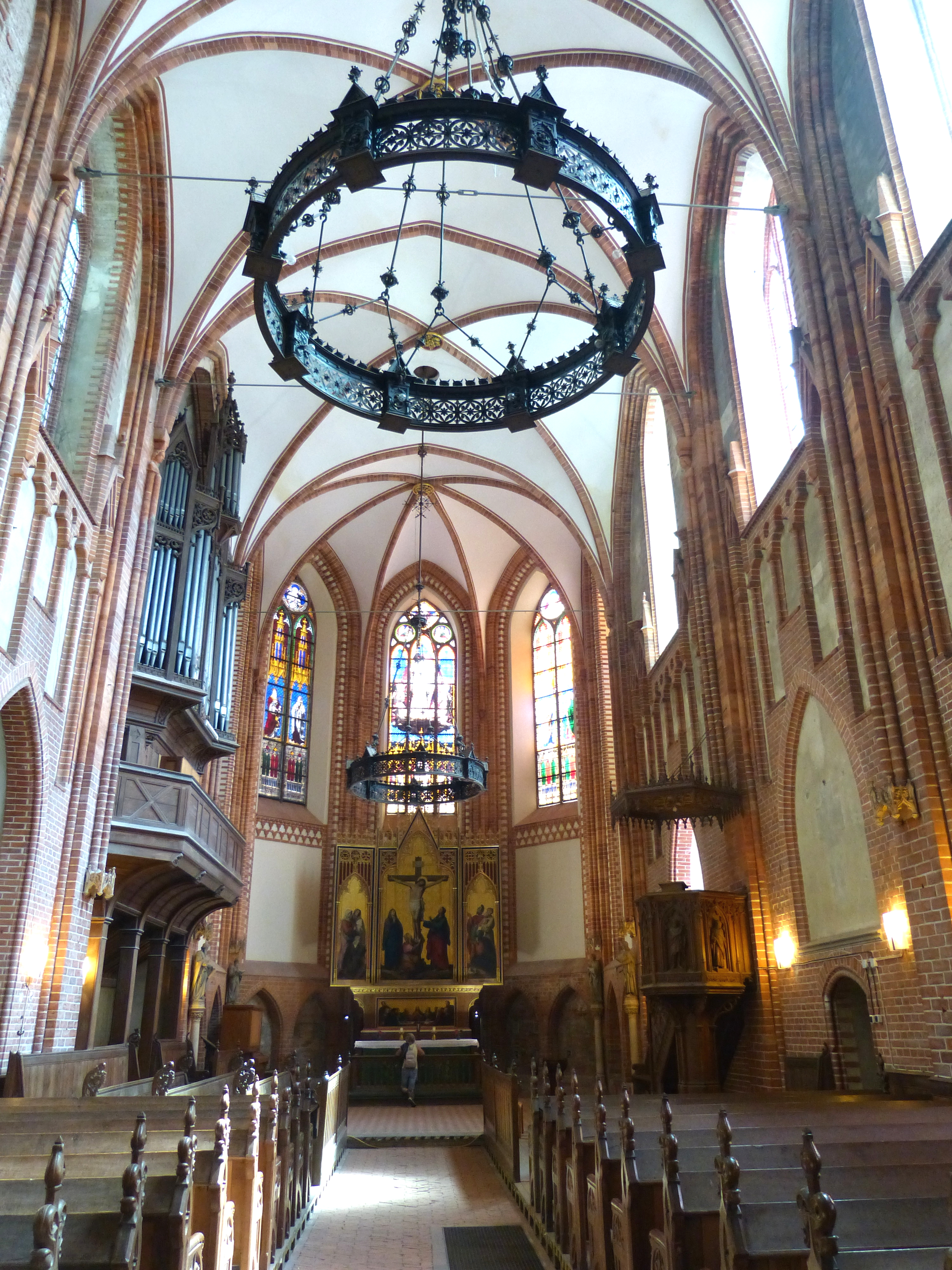
Wnętrze
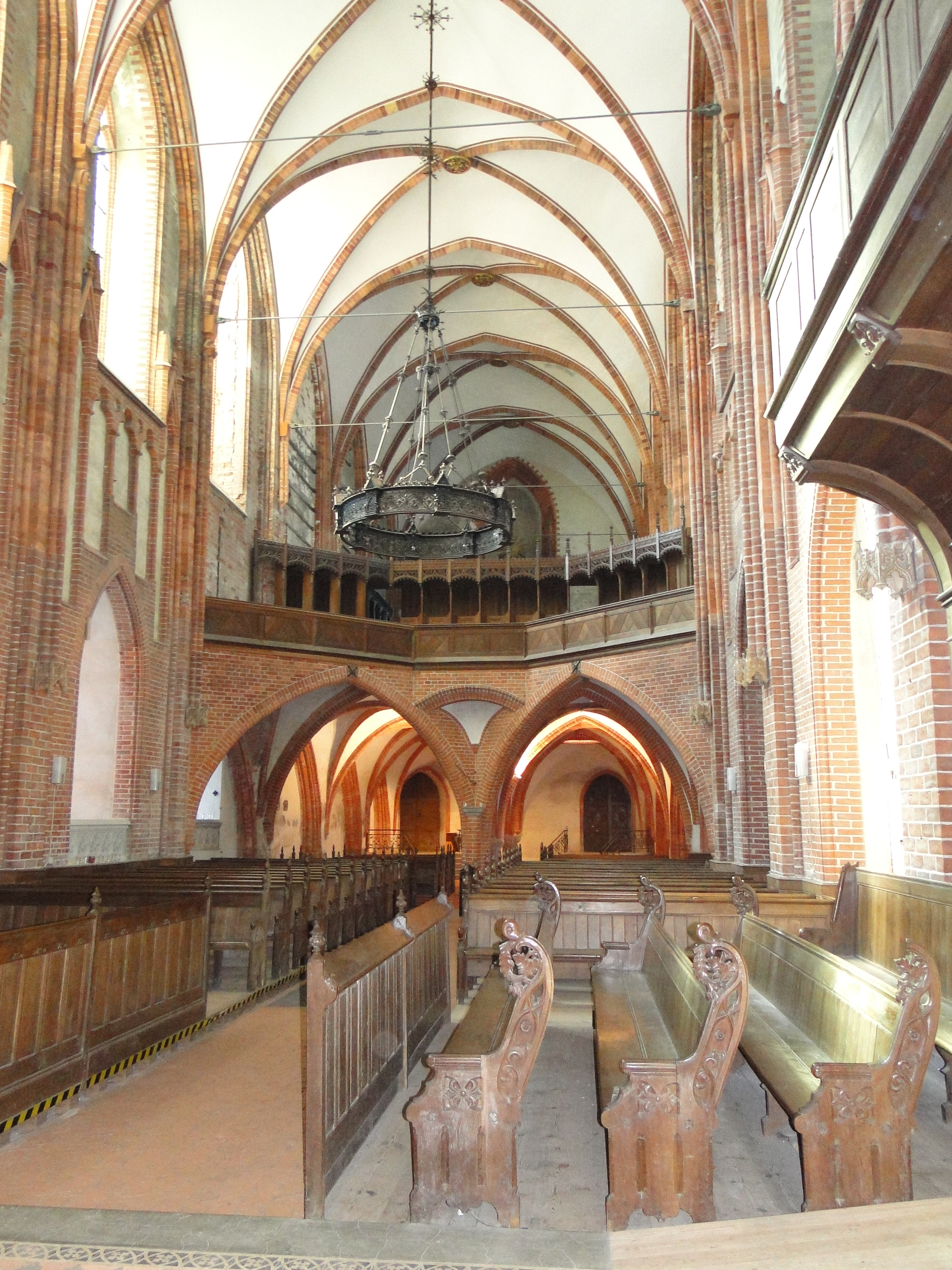
Empora
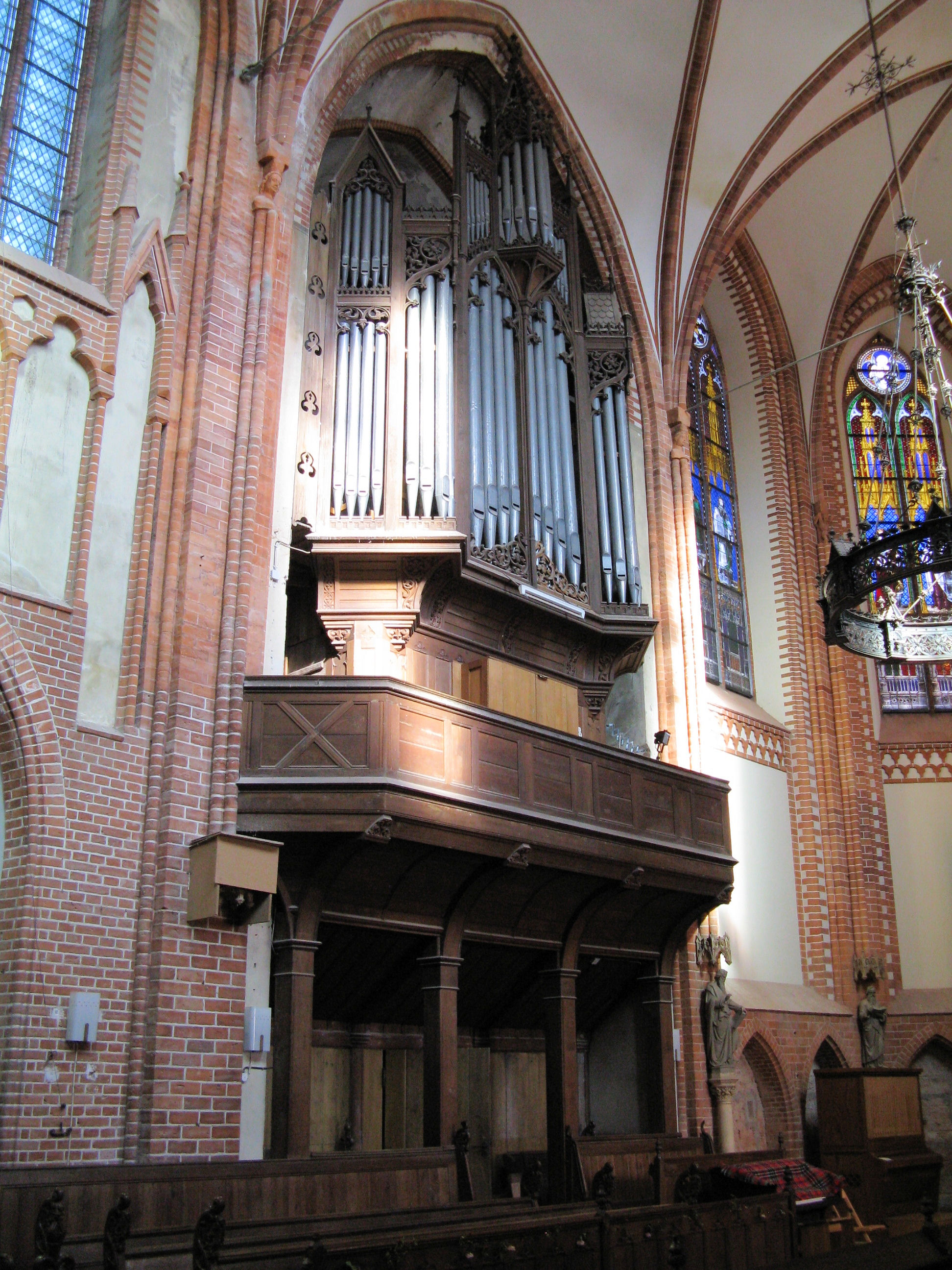
Organy
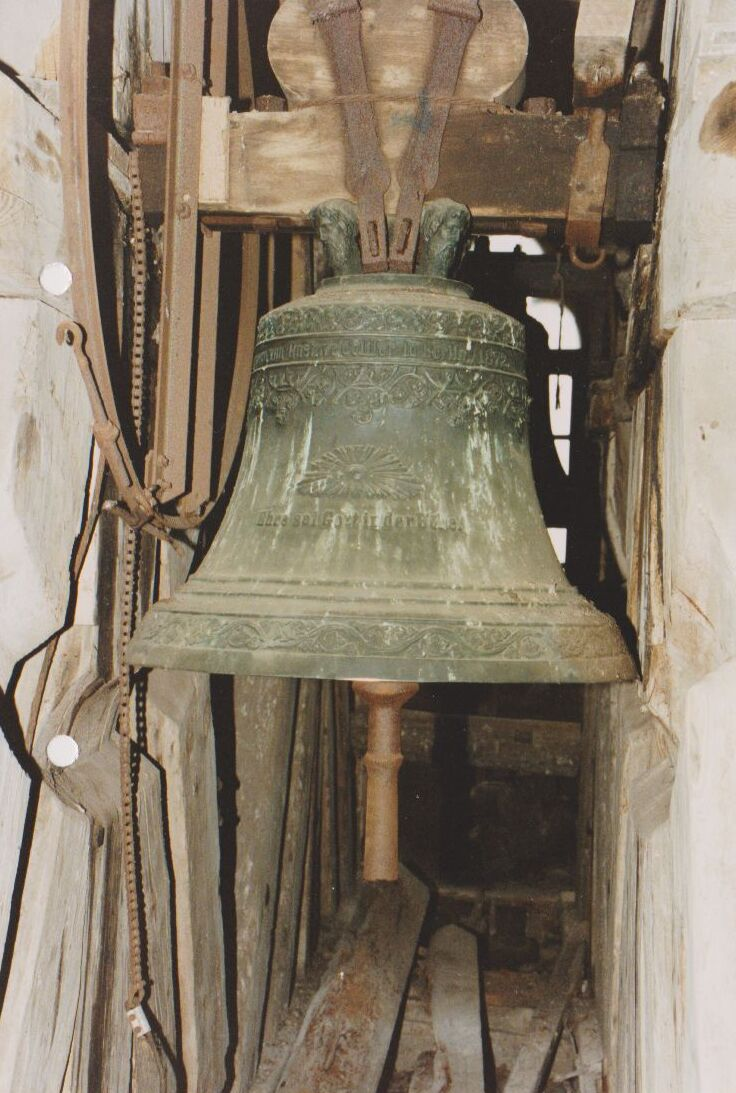
Dzwon z 1872

### Główna część klasztoru

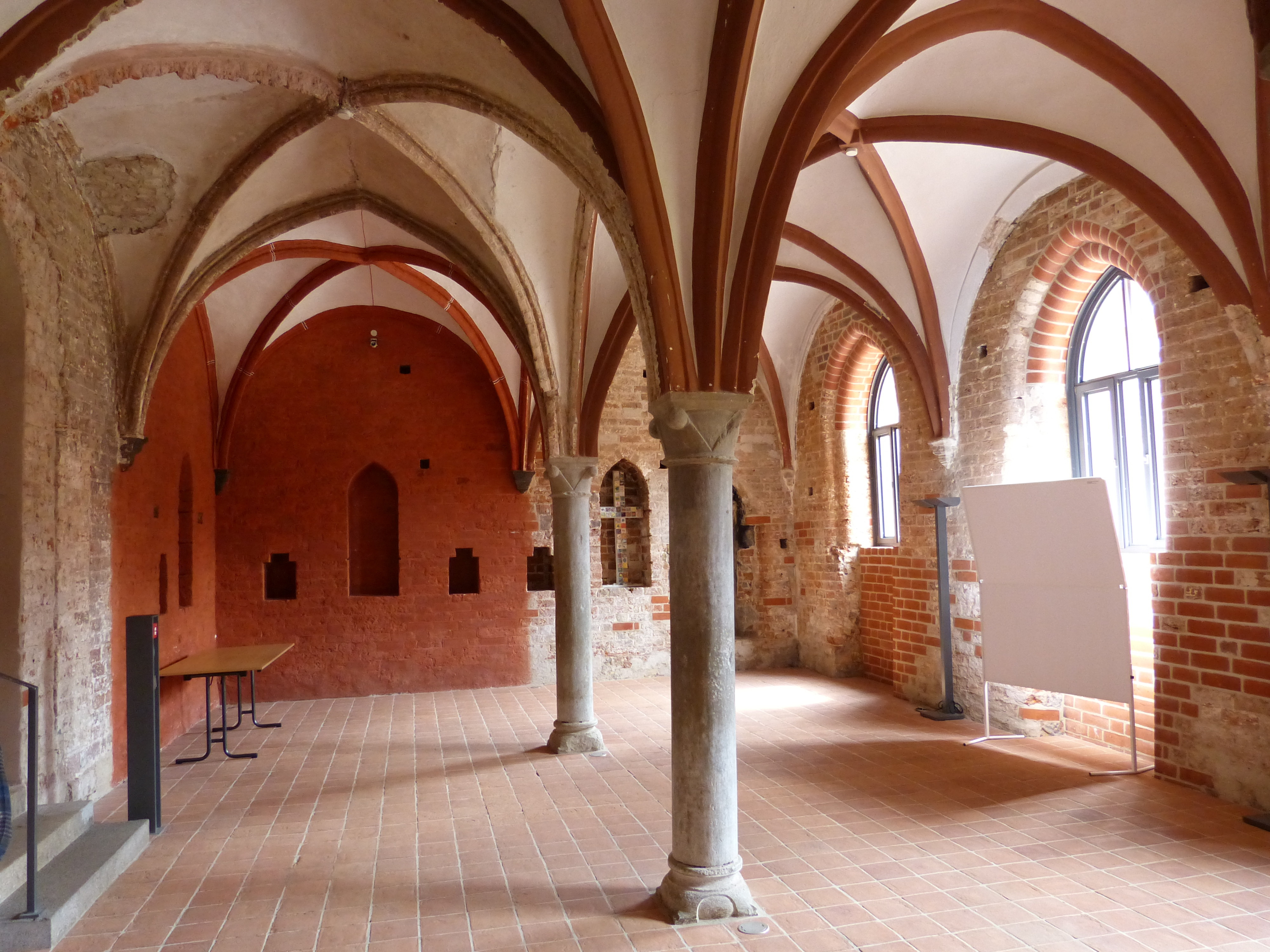
Refektarz

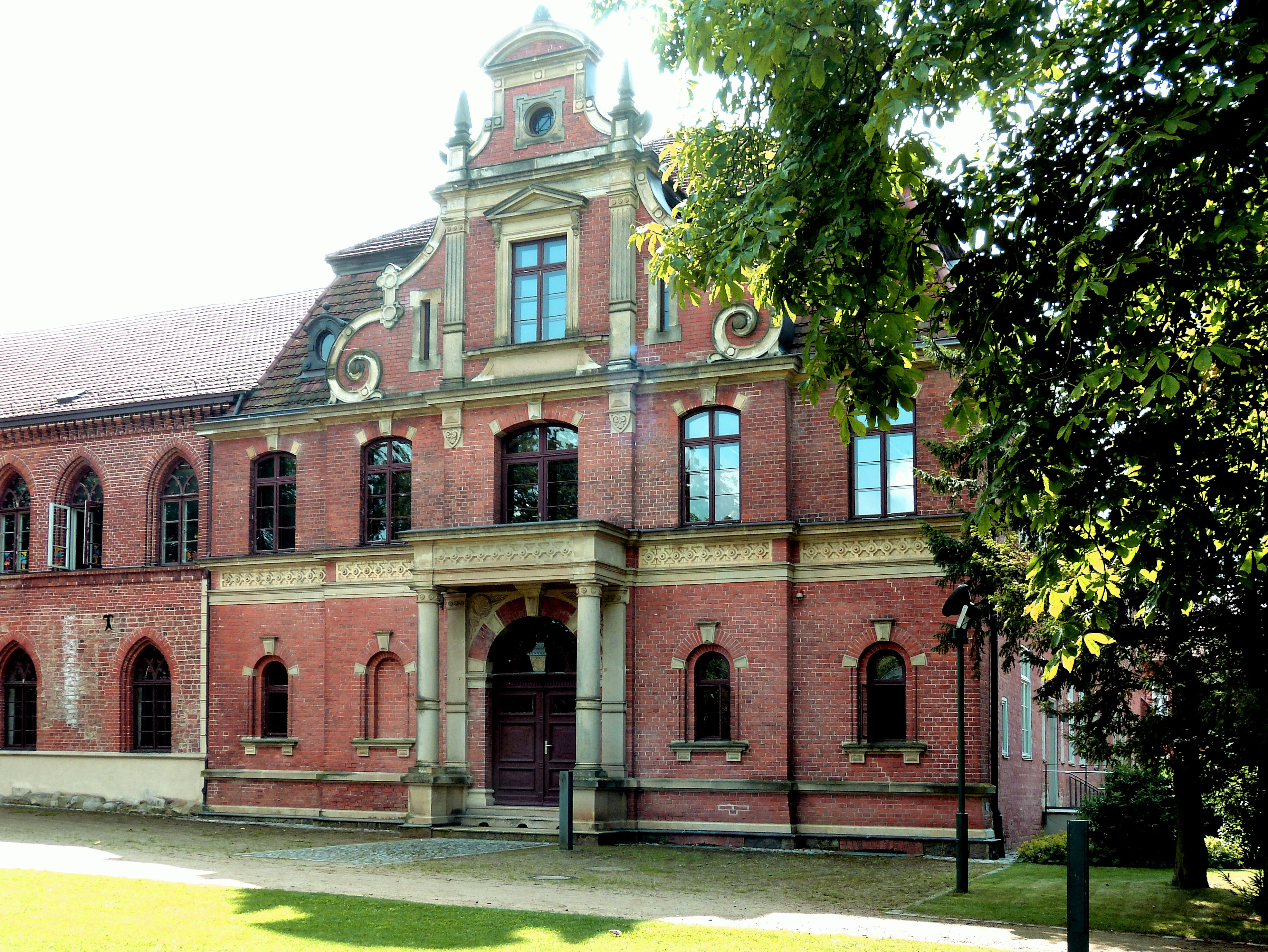
Neorenesansowa fasada skrzydła północnego

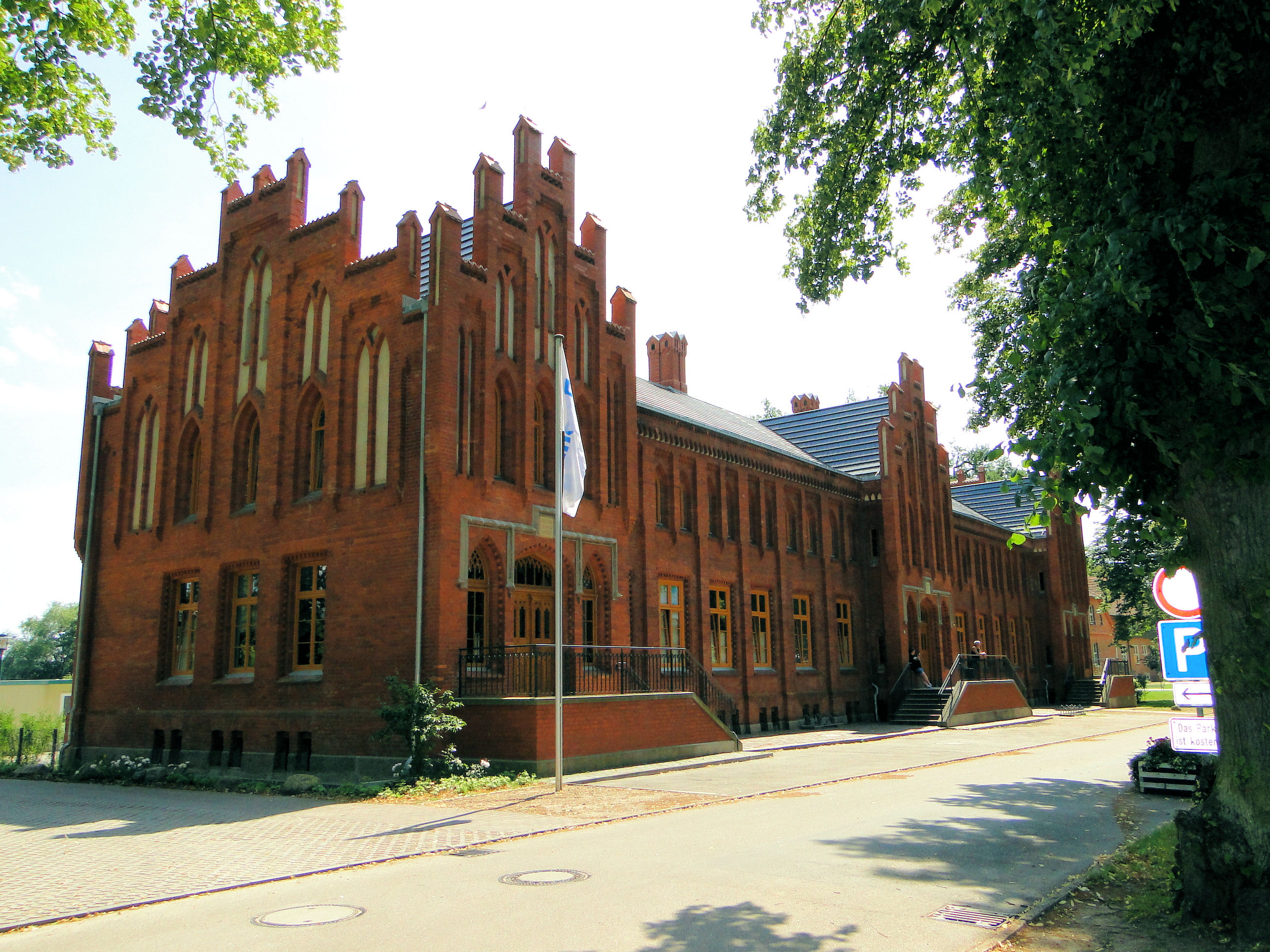
Jeden z budynków mieszkalnych

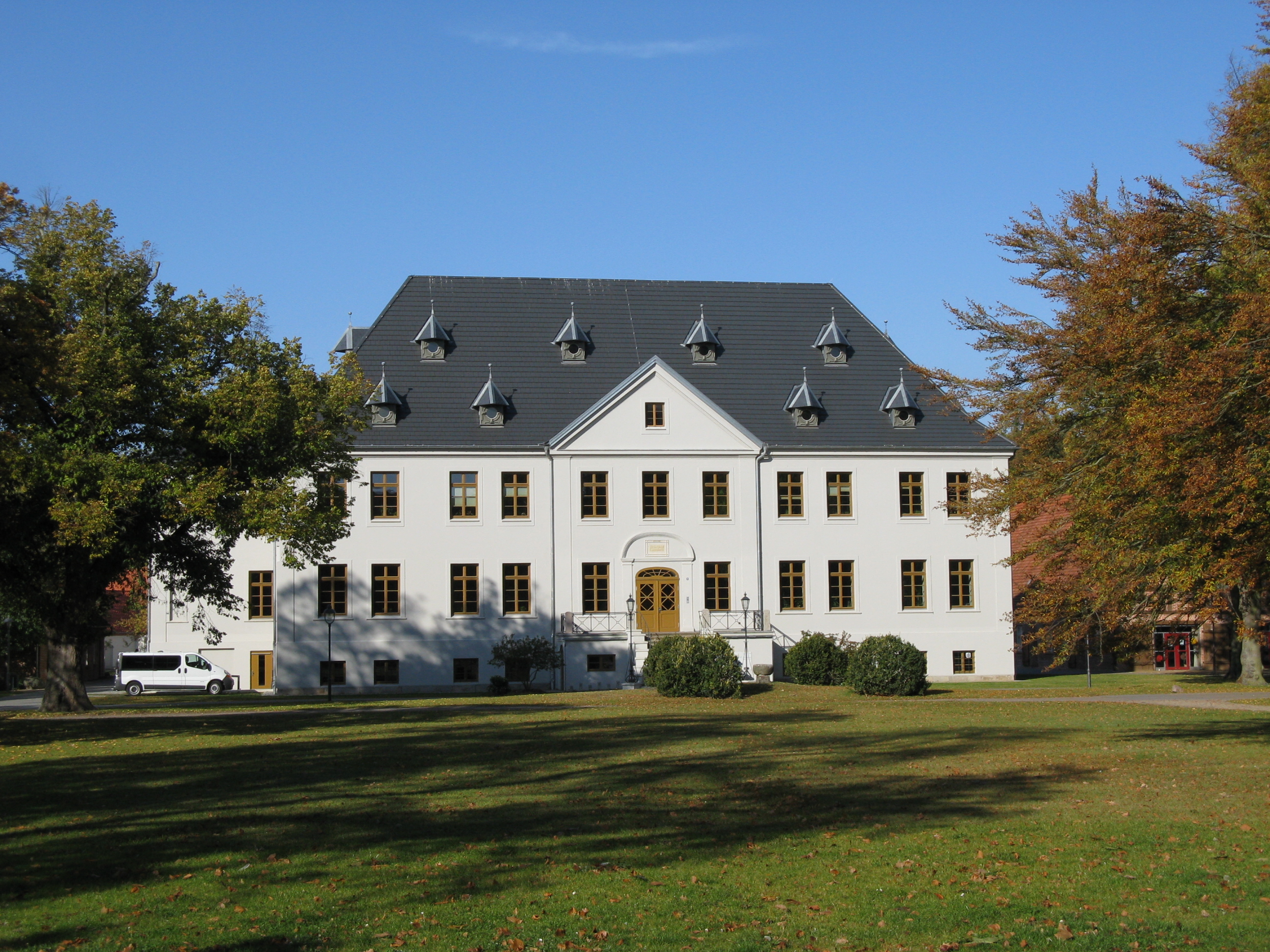
Amtshaus

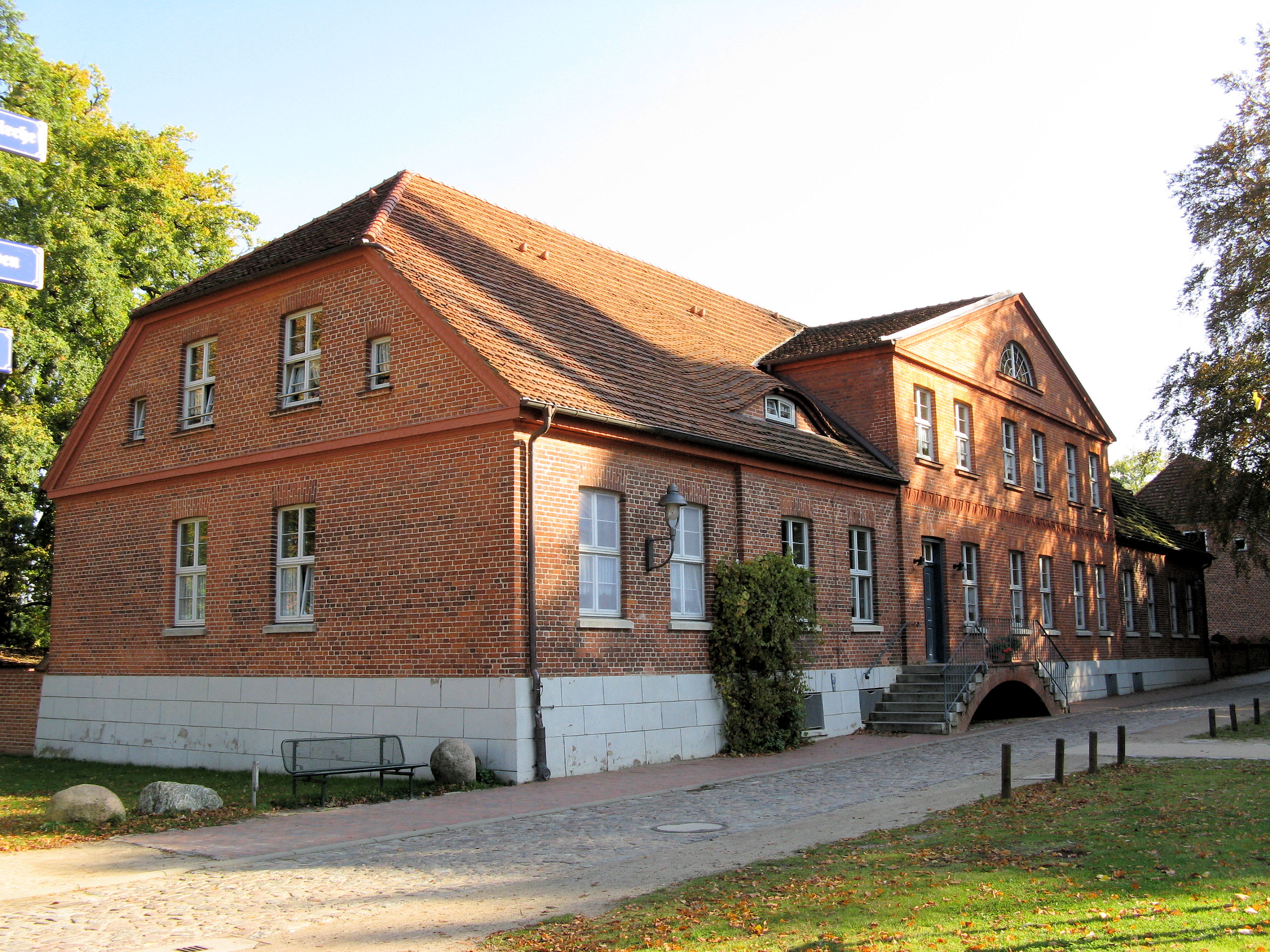
Küchenmeisterhaus

Sercem kompleksu jest czteroboczny dziedziniec z krużgankami. Wschodnie skrzydło budynku powstało pod koniec XV wieku na miejscu starszej budowli, mieściło ono kapitularz, pokoje dzienne, pracownie i dormitorium na piętrze. Pierwotnie przylegał do niego budynek kuchni, rozebrany w XVIII wieku. W latach 2004–2006, na miejscu fragmentu zniszczonego w pożarze w 1946 roku, wzniesiono przeszkloną klatkę schodową. 
Charakterystycznym elementem powstałego w XIII wieku południowego skrzydła są gipsowe zworniki sklepień krużganku. Do wnętrza prowadzi zrekonstruowany średniowieczny portal dekorowany archiwoltami. Po obu jego stronach widoczne są pozostałości gotyckich malowideł, w tym wizerunek św. Krzysztofa z Dzieciątkiem Jezus. Skrzydło to mieści refektarz – sklepioną salę pełniącą niegdyś funkcję jadalni. W XIX wieku mieściło się tu mieszkanie Mathilde von Rohr, często odwiedzane przez pisarza Theodora Fontanego.
Skrzydło zachodnie powstało niedługo po skrzydle południowym, około roku 1300. Jego piwnice pełniły funkcje magazynu. Pokoje skrzydła zawdzięczają swój wygląd przebudowom z XIX wieku.
Skrzydło północne wzniesiono w wieku XIV. Mieściły się w nim pomieszczenia do czytania i medytacji. Tę część rozbudowano w XVII i XVIII wieku, a w 1884 wzniesiono neorenesansową fasadę dekorowaną piaskowcem.

### Budynki mieszkalne
Najstarszym z budynków mieszkalnych na terenie kompleksu, które powstały w XVIII i XIX wieku, jest dom o numerze 7, powstał w latach 1739–1740 i mieścił mieszkanie dwóch kanoniczek. Najbardziej reprezentacyjnym z budynków jest dom nr 10, wzniesiony w latach 1861–1864 w stylu neogotyckim, zdobiony schodkowymi szczytami.

### Amtshaus
Budynek znany jako Amtshaus lub Klosterhauptmannhaus wzniesiono w latach 1751-1757 w stylu barokowym. Mieścił on siedzibę dyrektora placówki, a obecnie jest siedzibą diakonii. Na placu przed budynkiem znaleziono fundamenty średniowiecznej budowli, która pełniła dawniej funkcję siedziby prepozyta.

### Küchenmeisterhaus
Küchenmeisterhaus mieścił siedzibę kuchmistrza, który prócz zaopatrzania kuchni klasztornej odpowiadał za zarządzanie finansami placówki. Liczne księgi rachunkowe pochodzące z Dobbertina przechowywane są w archiwum w Schwerinie. W XVIII siedzibą kuchmistrza był obecny dom nr 9, a obecny budynek wzniesiono w latach 1843-1846.

### Budynek browaru
Browar miał swoją siedzibę w klasztorze już w średniowieczu. Obecny budynek wzniesiono w roku 1745, w jego południowej części mieściły się pokoje mieszkalne wykorzystywane prawdopodobnie przez piwowara. W 1848, po przebudowie, północnej części budynku otwarto piekarnię, w południowej utworzono sale sądową, a na poddaszu ulokowano cele.

### Cmentarz
W XVIII wieku około 500 metrów na wschód od kompleksu założono cmentarz. Wcześniej zmarłych chowano wokół kościoła klasztornego. Na terenie cmentarza obecnie znajduje się 70 nagrobków należących do przedstawicieli najbardziej znanych rodzin szlacheckich Prus i Meklemburgii, m.in. Rohrów, Maltzanów, Bülowów czy Restorffów. W 1974 pochowano tu ostatnią mieszkankę klasztoru, Elisabeth Charlotte Gräfin von Bassewitz.